# Raïon de Lomonossov
Le raïon de Lomonossov (en russe : Ломоно́совский райо́н) est un district administratif et municipal, l’un des dix-sept dans l’oblast de Léningrad, en Russie. 

## Géographie
Il est situé à l’ouest de l’oblast et borde les districts Petrodvortsovy et Krasnoselsky de la ville fédérale de Saint-Pétersbourg à l’est, le raïon de Gatchina au sud-est, le raïon de Volossovo au sud, le raïon de Kingissepp au sud-ouest et la ville de Sosnovy Bor à l’ouest. Au nord, le district est délimité par le golfe de Finlande. La superficie du district est de 1919 kilomètres carrés. Son centre administratif est la ville de Lomonossov qui ne fait pas partie de l’oblast de Léningrad et est situé sur le territoire de la ville fédérale de Saint-Pétersbourg. C'est un cas unique en Russie. Sa population était de 70245 habitants au recensement de 2010, 65297 au recensement de 2002 et 66104 au recensement de 1989.
Le district est allongé le long de la rive du golfe de Finlande et appartient au bassin hydrographique des rivières qui coulent vers le golfe, dont les plus grands sont la Sista et le Kovashi. Les zones intérieures du district sont vallonnées. Il y a plusieurs lacs dans le district de Lomonossov, dont le plus grand est le lac Lubenskoye. Une grande partie de la région est marécageuse et boisée.